# Rita Coolidge
Rita Coolidge, född 1 maj 1945 i Lafayette, Tennessee, är en amerikansk sångerska med delvis cherokesiskt påbrå.
Coolidge inledde sin karriär som körsångerska åt artister som Eric Clapton, Stephen Stills, Leon Russell, Joe Cocker samt Delaney & Bonnie & Friends. Hon albumdebuterade som soloartist 1971 med albumet Rita Coolidge. Störst framgång nådde hon med albumet Anytime, Anywhere från 1977, innehållande hitarna "(Your Love Has Lifted Me) Higher and Higher" och "We're All Alone". Sin senaste hit fick hon 1983 med "All Time High", från soundtracket till filmen Octopussy.
Mellan 1973 och 1980 var Coolidge gift med musikern Kris Kristofferson, och de gjorde under denna tid tre duettalbum tillsammans. De mottog två Grammys i kategorin Best Country Performance by a Duo or Group with Vocal, för låtarna "From the Bottle to the Bottom" (1974) och "Lover Please" (1976). Coolidge spelfilmsdebuterade tillsammans med Kristofferson och Bob Dylan (också spelfilmsdebut) i Sam Peckinpah-western Pat Garrett och Billy the Kid 1973.

## Diskografi
Album
- 1971 – Rita Coolidge
- 1971 – Nice Feelin'
- 1972 – The Lady's Not For Sale
- 1973 – Full Moon (med Kris Kristofferson)
- 1974 – Fall Into Spring
- 1974 – Breakaway (med Kris Kristofferson)
- 1975 – It's Only Love
- 1977 – Anytime, Anywhere
- 1978 – Love Me Again
- 1978 – Natural Act (med Kris Kristofferson)
- 1979 – Satisfied
- 1980 – Greatest Hits
- 1981 – Heartbreak Radio
- 1983 – Never Let You Go
- 1984 – Inside the Fire
- 1990 – Fire Me Back
- 1991 – Dancing With an Angel
- 1992 – Love Lessons
- 1993 – For You
- 1995 – Behind the Memories
- 1996 – Out of the Blues
- 1998 – Thinkin' About You
- 2005 – And So Is Love
- 2017 – Delaney & Bonnie & Friends Live in Copenhagen, December 10th 1969 (medlem i gruppen)